# 柘溪镇
柘溪镇，是中华人民共和国湖南省益阳市安化县下辖的一个乡镇级行政单位。

## 行政区划
柘溪镇下辖以下地区：
柘溪社区、柘溪电站社区、梨坪村、广益村、毛坪村、椒园村、双桥村、对溪村、大溶溪村、永旺村和辰溪村。